# Mniejszość węgierska na Słowacji
Mniejszość węgierska na Słowacji – najliczniejsza spośród mniejszości narodowych zamieszkujących Słowację.
Według spisu z 2011 mieszka tam 458 467 Węgrów, co stanowi 8,5% ogółu ludności (jest to znaczny spadek w porównaniu do roku 2001, kiedy liczba Węgrów wynosiła 520 528 osób). Język węgierski, jako ojczysty, zadeklarowało 508 714 obywateli kraju (jest to także spadek – z 572 929 w 2001 roku).
Znalezienie się Węgrów w granicach państwa słowackiego wiąże się z ustalonym po I wojnie światowej nowym ładem terytorialnym określonym w traktacie z Trianon z 1920 roku. Mniejszość ta skupia się zatem głównie w południowej części Słowacji.

## Spory polityczne i następstwa

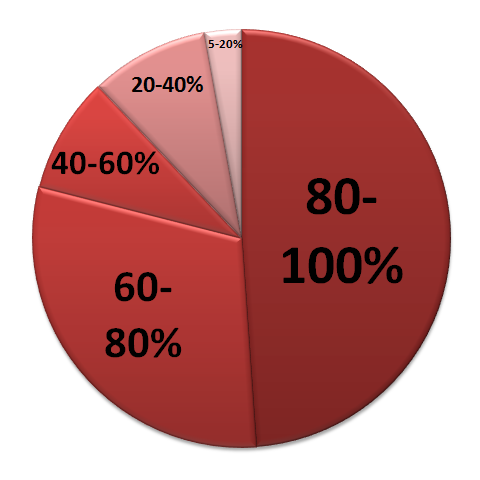
Węgrzy na Słowacji (census 1991). Blisko połowa Węgrów na Słowacji żyje na terenach gdzie Węgrzy stanowią większość ponad 80%

40-90%
     10-40%
     0-10%

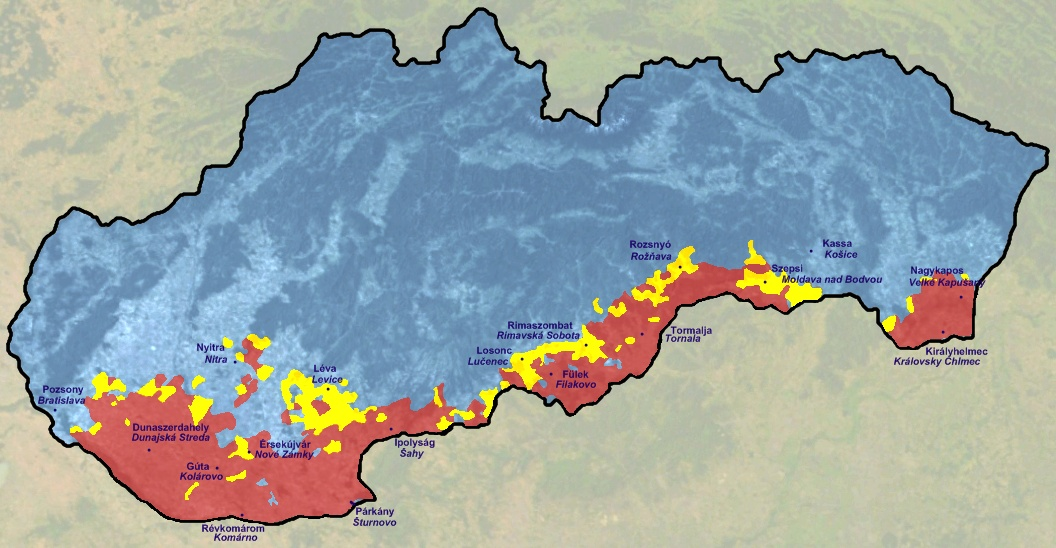
Węgrzy na Słowacji (census 2001)
40-90%
10-40%
0-10%
Informacje z mapy nie zgadzają się jednak z oficjalnymi danymi ze spisu powszechnego w 2001 [http://app.statistics.sk/mosmis/sk/run.html

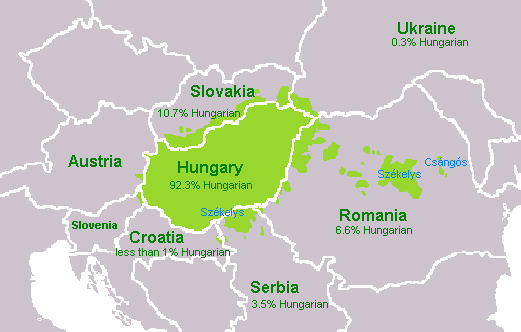
Ludność węgierska poza granicami Węgier

Mniejszość węgierska bywa zarzewiem sporów dyplomatycznych pomiędzy władzami Węgier i Słowacji. Napięcie we wzajemnych stosunkach nasiliło się po uformowaniu słowackiej koalicji rządowej Kierunek – Socjalna Demokracja-ĽS-HZDS-SNS, powstałej po wyborach z 2006 roku. Od tego czasu doszło do licznych utarczek słownych między czołowymi politykami obu państw oraz do wzajemnego odwoływania oficjalnych wizyt. Jednocześnie nasiliły się próby izolacji reprezentującej interesy Węgrów w słowackiej Radzie Narodowej Partii Węgierskiej Koalicji. W związku z obawami przed węgierskim separatyzmem rząd premiera Fico postanowił nie uznawać Kosowa. Kwestią sporu stała się także kwestia nowych podręczników do geografii, które nie uwzględniały tradycyjnego nazewnictwa w języku węgierskim. Na jesieni 2008 do starć na tle etnicznym doszło w Dunajskiej Stredzie podczas meczu piłkarskiego. W odpowiedzi na stłumienie zajść przez policję, doszło do kilkugodzinnej blokady słowackich dróg prowadzących na Węgry. Z kolei 21 sierpnia 2009 na Słowację nie został wpuszczony węgierski prezydent László Sólyom. W związku z tym wydarzeniem Węgry wystąpiły do Komisji Europejskiej o wszczęcie procedury przeciwko Słowacji w ramach instytucji Unii Europejskiej. W marcu 2012 rzecznik generalny Trybunału Sprawiedliwości Unii Europejskiej oświadczył, że Słowacja nie złamała prawa unijnego, nie wpuszczając prezydenta Węgier.
Do obecnych postulatów węgierskiej mniejszości należą:
- utworzenie autonomii z oddzielnym parlamentem;
- anulowanie dekretów Beneša;
- poprawa finansowania węgierskiego szkolnictwa, kultury, związków zawodowych i ugrupowań politycznych.

## Miasta z liczną społecznością węgierską
- Gabčíkovo (Bős) – 90,4% Węgrów
- Veľký Meder (Nagymegyer) – 84,6% Węgrów
- Kolárovo (Gúta) – 82,6% Węgrów
- Dunajská Streda (Dunaszerdahely) – 79,75% Węgrów
- Kráľovský Chlmec (Királyhelmec) – 76,94% Węgrów
- Štúrovo (Párkány) – 68,7% Węgrów
- Šamorín (Somorja) – 66,63% Węgrów
- Fiľakovo (Fülek) – 64,40% Węgrów
- Šahy (Ipolyság) – 62,21% Węgrów
- Tornaľa (Tornalja) – 62,14% Węgrów
- Komárno (Komárom) – 60,09% Węgrów
- Czerna nad Cisą (Tiszacsernyő) – 60% Węgrów
- Veľké Kapušany (Nagykapos) – 56,98% Węgrów
- Želiezovce (Zselíz) – 51,24% Węgrów
- Hurbanovo (Ógyalla) – 50,19% Węgrów
- Moldava nad Bodvou (Szepsi) – 43,6% Węgrów
- Sládkovičovo (Diószeg) – 38,5% Węgrów
- Galanta (Galánta) – 36,80% Węgrów
- Rimavská Sobota (Rimaszombat) – 35,26% Węgrów
- Nové Zámky (Érsekújvár) –  27,52% Węgrów
- Rożniawa (Rozsnyó) – 26,8% Węgrów
- Senec (Szenc) – 22% Węgrów
- Šaľa (Vágsellye) – 17,9% Węgrów
- Lučenec (Losonc) – 13,11% Węgrów
- Levice (Léva) – 12,23% Węgrów

Źródło: Metská a obecná statistika